# Discus clappi
Discus clappi är en snäckart som först beskrevs av Henry Augustus Pilsbry 1924.  Discus clappi ingår i släktet Discus och familjen Discidae. Inga underarter finns listade i Catalogue of Life.